# Vickers Viget
Il Vickers Viget era un biplano da turismo, monomotore e monoposto, realizzato nella prima metà degli anni venti del XX secolo dalla Vickers Limited.
Destinato a partecipare alla prima edizione della Lympne light aircraft trials, non ebbe sviluppo commerciale e venne costruito in un solo esemplare.

## Storia del progetto
In occasione della competizione aeronautica programmata dal Royal Aero Club per il mese di ottobre del 1923 (manifestazione che sarebbe poi divenuta nota con il nome di "Lympne light aircraft trials", dal nome della cittadina del Kent nella quale ebbe luogo), la Vickers realizzò un piccolo velivolo con il quale si iscrisse in proprio alla manifestazione.
La competizione, che successivamente si sarebbe svolta anche nel 1924 e nel 1926, venne organizzata al fine di incoraggiare lo sviluppo di velivoli leggeri destinati al mercato privato ed enfatizzava l'economicità gestionale dei velivoli partecipanti; in particolare la formula basata sul consumo di carburante vincolava i costruttori ad utilizzare motori di cilindrata non superiore ai 750 cm³.
La manifestazione di Lympne vide affrontarsi velivoli estremamente leggeri per la cui realizzazione diversi costruttori si affidarono all'architettura monoplana, dando origine (a titolo d'esempio) al de Havilland DH.53 Humming Bird, al RAE Hurricane o al Parnall Pixie. La scelta della Vickers fu di optare per un velivolo dalla velatura biplana, caratterizzato da una configurazione che già le pubblicazioni dell'epoca definirono "ortodossa"; tra i 28 velivoli partecipanti alla prima edizione non mancarono, in ogni caso, altri esempi di velivoli biplani, quali l'Avro 558.

## Tecnica
Il Vickers Viget era un velivolo dalla struttura mista, in legno e metallo: in particolare i longheroni ed i puntoni erano realizzati in legno di peccio mentre le giunzioni erano in duralluminio.
La fusoliera aveva sezione rettangolare, bombata nella parte superiore; l'abitacolo era realizzato nella parte anteriore della fusoliera e reso facilmente accessibile mediante uno sportello laterale.
I due piani alari erano di uguale apertura. L'ala superiore era del tipo "a parasole", collegata tramite tubi metallici alla fusoliera nella zona dell'abitacolo, mentre quella inferiore era collegata direttamente al lato inferiore della fusoliera ed aveva un leggero angolo diedro positivo; le due ali erano tra loro collegate da una coppia di montanti, integrati da una serie di cavetti in acciaio. Entrambi i piani alari erano dotati di alettoni. Infine le ali erano ripiegabili, per facilitare il trasporto del velivolo. In coda, gli impennaggi erano monoplani, di tipo classico.
Il carrello d'atterraggio era di tipo biciclo, con elementi monoruota tra loro uniti da un assale rigido, ed era collegato alla fusoliera tramite una struttura in tubi metallici.
Il motore era un Douglas, a due cilindri contrapposti e raffreddati ad aria; aveva cilindrata di 750 cm³ (il massimo consentito dal regolamento della competizione di Lympne) e sviluppava la potenza di circa 20 hp. Tramite una trasmissione a catena azionava un'elica in legno di tipo bipala a passo fisso.

## Impiego operativo
Il Viget risulta registrato presso la Civil Aviation Authority il 3 agosto del 1923 ma le fonti reperite non riportano la data del primo volo.
I trials di Lympne ebbero luogo nei giorni dall'8 al 13 ottobre di quello stesso anno, senza che il velivolo della Vickers facesse registrare prestazioni di nota.
Ancora dal registro della CAA si apprende della radiazione del Viget nei primi giorni di gennaio del 1929 e che rimase di proprietà dell'azienda costruttrice per tutta la sua vita operativa.

### Periodici
- (EN) The Vickers Viget light plane, in Flight, Sutton, Surrey - UK, Reed Business Information Ltd., 20 settembre 1923,  pp. 559-62. URL consultato il 28 dicembre 2012.
- (EN) The Light Plane Meeting at Lympne, in Flight, Sutton, Surrey - UK, Reed Business Information Ltd., 18 ottobre 1923,  pp. 635-48. URL consultato il 28 dicembre 2012.